# Coco avant Chanel
Coco avant Chanel (bra: Coco antes de Chanel; prt: Coco avant Chanel) é um filme franco-belga de 2009, do gênero drama biográfico, dirigido por Anne Fontaine, com roteiro dela e Camille Fontaine, baseado no livro biográfico A Era Chanel, de Edmonde Charles-Roux.

## Sinopse
O filme conta a história da notória estilista francesa Gabrielle "Coco" Chanel, desde a sua infância pobre até à criação de um império da indústria da moda.

## Elenco
- Audrey Tautou como Coco Chanel
- Benoît Poelvoorde como Étienne Balsan
- Alessandro Nivola como Arthur Capel
- Marie Gillain como Adrienne Chanel
- Emmanuelle Devos como Émilienne d'Alençon

## Crítica
Coco avant Chanel tem recepção favorável por parte da crítica profissional. Com a pontuação de 63% em base de 128 críticas, o Rotten Tomatoes chegou ao consenso: "Apesar de não capturar muito a complexidade da vida de seu tema, Coco Avant Chanel continua a ser uma fascinante e apropriadamente linda homenagem".

## Prêmios e indicações
| Prêmio     | Categoria                          | Recipiente                                                         | Resultado |
| ---------- | ---------------------------------- | ------------------------------------------------------------------ | --------- |
| BAFTA 2010 | Melhor figurino                    | Catherine Leterrier                                                | Indicado  |
| BAFTA 2010 | Melhor filme em língua não inglesa | Carole Scotta, Caroline Benjo, Philippe Carcassonne, Anne Fontaine | Indicado  |
| BAFTA 2010 | Melhor atriz                       | Audrey Tautou                                                      | Indicado  |
| BAFTA 2010 | Melhor maquiagem e caracterização  | Thi Thanh Tu Nguyen, Madeleine Cofano, Jane Milon                  | Indicado  |
| Oscar 2010 | Melhor figurino                    | Catherine Leterrier                                                | Indicado  |